# Auspizien
Auspizien (lateinisch auspicia (Plural), Singular auspicium ‚Vogelschau‘, von lateinisch avis ‚Vogel‘ und spectare ‚schauen‘) bezeichnet die religiöse Praxis der institutionalisierten römischen Staatsreligion, im Auftrag eines politischen Beamten, des Magistrats, durch mit der Durchführung beauftragte Kultspezialisten, die Auguren, die Zustimmung der Götter zu allen bedeutenden Vorhaben einzuholen. Die Praxis der Beobachtung und Deutung des Vogelflugs haben die Römer wahrscheinlich von den Etruskern übernommen.

## Deutung göttlicher Zeichen
Dabei bezieht sich diese Deutung nicht allgemein auf Zukünftiges, ist also kein unspezifisches Wahrsagen in dem Sinn, dass die festgeschriebene Zukunft beispielsweise einer Person oder einer Institution (vgl. Prädestination) erklärt wird, sondern die Deutung beinhaltet ausschließlich die göttliche Zustimmung zu einer geplanten Handlung oder deren Ablehnung.
Gemäß römischem Brauch mussten vor allen wichtigen staatlichen Handlungen die Auspizien eingeholt werden. Dafür verantwortlich war der durchführende Magistrat, der die Interpretation der Auguren auch verändern konnte. Allerdings konnte die Gültigkeit der entsprechenden Handlung in diesem Fall angefochten werden, was etwa in den politischen Kämpfen und bei den Wahlen in der späten Republik vorkam.

## Klassifikation der Zeichen
Zu diesem Zweck wurden Zeichen (auguria; Sing. augurium, „das Vorzeichen, das sich dem Auguren zeigt“) durch schriftlich festgelegte Interpretationsverfahren gedeutet, die im Falle der Auspizien durch planvoll veranstaltete Rituale absichtsvoll (auguria bzw. auspicia impetrativa) herbeigeführt wurden, sonst aber auch spontan auftreten konnten (auguria oblativa). Es gibt noch weitere Unterteilungen der Zeichen in verschiedene Arten (genera), von denen jedoch nicht alle erhalten und quellenmäßig gesichert sind. Bekannte Zeichen (signa), aus denen gelesen werden konnte, waren Vögel (besonders deren Flugroute und Schreie) und Blitze (Zeit, Ort und Richtung), die gemäß der Blitzlehre gedeutet wurden.

## Durchführung
Für die Auspikation wurde – gemäß ihrem Rang als kultisches Ritual – ein viereckiger Ort bestimmt (templum) in unmittelbarer Nähe der am selben Tag stattfindenden Handlung, auf die sich die Auspikation bezog, in der Regel eine Volksversammlung (comitia) oder eine Senatssitzung.
Dazu bezeichnete der Augur mit seinem Krummstab (lituus) exakt die Grenzen des Ortes. Dieser konnte sich in einem Raum oder auch auf freiem Feld befinden. Auch die Ausrichtung bestimmte der Augur: Sowohl Ost- als auch Südrichtung sind belegt. Vom Magistrat geforderte Auspikationen fanden immer in Rom statt und mussten gegebenenfalls auch dort erneuert werden. 
Die Zeremonie selbst ist nur mangelhaft belegt, eine Auguralformel ist zwar bei Varro überliefert, aber die Quelle ist unsicher. Für Rom werden zwei derartige Beobachtungsorte, auguracula, in antiken Schriftquellen genannt: einer befand sich demnach auf in arce auf dem Kapitol, ein anderer auf dem Quirinal.

## Redewendung
Aus der Tatsache, dass die Amtshandlungen von Magistraten stets auspicato (nach Einholung der Auspizien) vorgenommen wurden, entstand die Redewendung „unter jemandes Auspizien“, d. h. unter seiner Leitung, Verantwortung, Schirmherrschaft oder Federführung.
In Österreich kann sub auspiciis (d. h. im Beisein des Bundespräsidenten) promoviert werden.